# بازی‌های بلوتو
بازی‌های سرهنگ بلوتو از بازی‌های دونفره ی مجموع-صفر است که در آن بازی کنان منابع محدودی را روی اشیاء (یا میادین) محدودی توزیع می‌کنند. در نسخه ی کلاسیک آن، بازیکنی که در میدان خاصی منابع بیشتری نسبت به طرف مقابل اختصاص داده است، آن میدان را می برد. نتیجه ی نهایی بازی تعداد میدان‌های برنده شده‌است.
اگرچه بازی سرهنگ بلوتو اولین بار توسط بورل در سال 1921 مطرح شد، اکثر حالت‌های آن برای 85 سال حل نشده باقی‌ماند. در سال 2006، روبرسون به تعادل رسیدن نتایج نهایی را تشریح کرد، که این تعادل در بازی کلاسیک برای هر تعداد میدان و هر سطح از منابع مرتبط و همچنین مشخص کردن مجموعه ی تعادل، برای بیشتر نسخه‌های بازی کلاسیک  بود.
بعد از شخصیت تخیلی سرهنگ بلوتو در مقاله ی گروس و واگنر در سال 1950 بود، که این بازی به این اسم نام‌گذاری شد. سرهنگ موظف بود که سربازهای خود را به صورت بهینه در N میدان نبرد توزیع کند با این اطلاعات که:
1. در هر میدان نبرد طرفی که سربازهای بیشتری را به کار گرفته‌است برنده می‌شود اما:
2. هیچ‌کدام از طرفین نمی‌دانند که طرف مقابل چند سرباز در هر میدان به کار می‌گیرد.
3. هر کدام از طرفین قصد دارند که تعداد میدان‌هایی که در آن برنده می‌شوند را بیشینه کنند.

## مثال
به عنوان مثال، فرض کنید بازی ای داریم که در آن هر کدام از طرفین 3 عدد صحیح مثبت نانزولی می نویسد، به صورتی که جمع آن‌ها مقدار از پیش تعریف شده ی S باشد. سپس دو طرف اعداد نوشته شده ی خود را نشان می دهند، و اعداد نظیر را با هم مقایسه می‌کنند. بازیکنی که دو عدد بیشتر از بازیکن دیگر داشته باشد بازی را می برد.
برای S = 6 تنها 3 انتخاب از اعداد ممکن است : (2,2,2)، (1,2,3) و (1,1,4). که در این صورت داریم:
(1,1,4) مقابل (1,2,3) مساوی می‌کنند.
(1,2,3) مقابل (2,2,2) مساوی می‌کنند.
(2,2,2) مقابل (2,2,2) مساوی می‌کنند.
انتخاب (2,2,2) انتخاب (1,1,4) را شکست می‌دهد.
این انتخاب‌ها نتیجه می دهد که استراتژی بهینه، انتخاب (2,2,2) است. زیرا این انتخاب در بدترین حالت مقابل سایر استراتژی‌ها مساوی می‌کند. با این حال تعادل نش‌های متعددی وجود دارد. اگر هر کدام از طرفین استراتژی (2,2,2) یا (1,2,3) را انتخاب کنند، هیچ‌کدام از آن‌ها نمی‌توانند دیگری را شکست بدهد، بنابراین چنین استراتژی‌هایی یک تعادل نش را تشکیل می دهند.
برای S‌های بزرگتر، تحلیل بازی دشوارتر می‌شود. برای S = 12 می‌توان نشان داد که (2,4,6) استراتژی بهینه است. در حالی که برای S> 12 استراتژی بهینه ی قطعی ای وجود ندارد. برای S = 13 می‌توان نشان داد انتخاب (3,5,5)، (3,3,7) یا (1,5,7) با احتمال 1/3 می‌توان برنده بود.